# Gobiomorphus mataraerore
Gobiomorphus mataraerore — вид окунеподібних риб родини елеотрових (Eleotridae). Описаний у 2021 році.

## Етимологія
Видова назва mataraerore походить від маорійських слів «mata», що означає «обличчя» (стосується характерного виразу морди Gobiomorphus), «rae», що означає «лоб» (стосується подовженого чола), і «rore» — на честь типової місцевості Кахароре (традиційна пастка для птахів).

## Поширення
Ендемік Нової Зеландії. Виявлений у струмку Турітея в окрузі Манавату на півдні Північного острова.

## Опис
Gobiomorphus mataraerore відрізняється від близького виду [[[Gobiomorphus breviceps]] тим, що має на один грудний промінь менше (G. breviceps має 15–16; G. mataraerore має 14), меншу кількість бічних лусок (37–44 у G. mataraerore, на відміну 40–53 у G. breviceps), а також за географічним ареалом. Крім того, він відрізняється від усіх інших видів Gobiomorphus тим, що має 14 грудних променів (а не 15–20 у інших видів). Gobiomorphus mataraerore також відрізняється від G. hubbsi, G. huttoni, G. gobioides та амфідромного G. cotidianus відсутностю відкритих сенсорних пор на голові.